# Est-ce que tu m'aimes?
„Est-ce que tu m'aimes?“ je píseň konžsko-francouzského zpěváka a rappera Maîtreho Gimse z alba Mon cœur avait raison.

## Videoklip
Videoklip byl vydán 4. května 2015. Natáčel se v Paříži a New Yorku a zobrazuje osoby v různých fázích jejich často složitých vztahů. Některé interiérové scény byly natočeny v Musée Guimet. Od ledna 2021 má videoklip na YouTube více než 400 milionů zhlédnutí.

## Žebříčky

### Týdenní žebříčky
| Žebříček (2015–16)              | Nejvyšší pořadí |
| ------------------------------- | --------------- |
| Belgie (Ultratop 50 Vlámsko)    | 19              |
| Belgie (Ultratop 50 Valonsko)   | 2               |
| Česko (Rádio – Top 100)         | 3               |
| Česko (Singles Digitál Top 100) | 44              |
| Dánsko (Tracklisten)            | 4               |
| Francie (SNEP)                  | 3               |
| Itálie (FIMI)                   | 1               |
| Slovensko (Rádio Top 100)       | 61              |
| Švýcarsko (Schweizer Hitparade) | 43              |
| Žebříček (2023)                 | Nejvyšší pořadí |
| Nizozemsko (Single Tip)         | 23              |

### Žebříčky z konce roku
| Žebříček (2015)            | Nejvyšší pořadí |
| -------------------------- | --------------- |
| Belgie (Ultratop Vlámsko)  | 76              |
| Belgie (Ultratop Valonsko) | 16              |
| Francie (SNEP)             | 16              |
| Žebříček (2016)            | Nejvyšší pořadí |
| Dánsko (Tracklisten)       | 13              |
| Itálie (FIMI)              | 17              |

## Certifikace
| Region | Certifikace | Certifikované jednotky/prodej |
| --- | ----------- | ----------------------------- |
| Belgie (BEA)                                                                                                | Zlato       | 15 tisíc*                     |
| Dánsko (IFPI Danmark)                                                                                       | 3x platina  | 270 tisíc‡                    |
| Francie (SNEP)                                                                                              | Platina     | 200 tisíc‡                    |
| Itálie (FIMI)                                                                                               | 5x platina  | 250 tisíc‡                    |
| Německo (BVMI)                                                                                              | Zlato       | 200 tisíc‡                    |
| *Údaje o prodeji pouze na základě certifikace. ‡Údaje o prodeji + streamování pouze na základě certifikace. |             |                               |